# Caphodus maculatus
Caphodus maculatus är en insektsart som beskrevs av Paul W. Oman 1938. Caphodus maculatus ingår i släktet Caphodus och familjen dvärgstritar. Inga underarter finns listade i Catalogue of Life.